# Catholic Kwandong University Gymnasium
Catholic Kwandong University Gymnasium (kor. 가톨릭관동대학교 체육관) – hala widowiskowo-sportowa w Gangneung, w Korei Południowej. Została wybudowana w latach 2014–2016. Może pomieścić 6000 widzów. Znajduje się w obrębie kampusu Catholic Kwandong University. Była jedną z aren Zimowych Igrzysk Olimpijskich 2018.
Nowa hala sportowa w kampusie uczelni Catholic Kwandong University powstała w związku z organizacją Zimowych Igrzysk Olimpijskich 2018, jako jedna z dwóch aren (obok Gangneung Hockey Centre) rozgrywek hokejowych. Jej budowa trwała od czerwca 2014 roku do grudnia 2016 roku. Obiekt powstał w miejscu starej hali uniwersyteckiej. Nowa arena może pomieścić 6000 widzów na trybunach. W sąsiedztwie obiektu wybudowano także mniejszą halę treningową.
W dniach 2–8 kwietnia 2017 roku obiekt wraz z halą Gangneung Hockey Centre gościł rozgrywane symultanicznie hokejowe mistrzostwa świata Grupy A II Dywizji do lat 18 i mistrzostwa świata Grupy A II Dywizji kobiet. W lutym 2018 roku hala (również wespół z Gangneung Hockey Centre) gościła spotkania zawodów w hokeju na lodzie (zarówno turnieju kobiet, jak i mężczyzn) w ramach Zimowych Igrzysk Olimpijskich 2018.
Po igrzyskach olimpijskich hala służy potrzebom uczelni Catholic Kwandong University. W pobliskiej hali treningowej w 2021 roku utworzono kort tenisowy.